# 克拉里恩縣
克拉里恩縣（英語：Clarion County）是美国宾夕法尼亚州西北部的一個縣，面積1,577平方公里。根據2020年美國人口普查，共有人口37,241人。縣治克拉里恩。該縣成立於1839年3月11日，縣名來自同名的河。